# Скамья
Скамья́ (др.-рус. скамиꙗ, от др.-греч. σκάμνον и лат. scamnum, уменьш. скамейка) — длинная площадка на ножках или стойках, предназначенная для сидения нескольких человек. Может быть со спинкой (деревянный диван) или без неё (типа лавки). Скамьи, установленные в общественных местах, относятся к формам малой архитектуры. Также «скамейкой» называют подставку для ног.

## История
В Древнем Риме были распространены несколько типов скамеек:
- subsellia, scamna — подвижныe скамейки, обычно без спинки, предназначенные для большого числа лиц, стояли в местах, предназначенных для судопроизводства, совещаний, в банях и т. п. Изготавливались из дерева, иногда из бронзы.
- hemicyclia — крепкие круглые скамейки, помещавшиеся в публичных местах, предназначенных для гуляния, в садах и т. д.
- биселлиум — почётная двухместная скамья (сидел на ней один человек).

Скамьи были малоизвестны на Востоке, где для сидения обычно использовались постеленные на землю ковры. В жилищах Западной Европы в Средние века скамью часто заменяли сундуки.
В древности — обычная форма мебели в виде лавки или завалинки вдоль стены, в землянках и полуземлянках могли вырезаться прямо в грунте. В Средневековье скамейки начинают устанавливать не только вдоль стен, но и вдоль другой мебели, например, вдоль кроватей. При этом длинные убираемые скамейки вдоль столов известны ещё по скандинавским сагам. В Средневековье же появляется и привычный для нас сегодня тип скамейки со спинкой, в частности занявшие место в церковных интерьерах.

## Скамья в русском аристократическом быте
Скамья — широкие толстые доски на четырёх ножках, соединённых проножками, занимала видное место в интерьере рядом со столом. Ножки могли изготовляться из цельной доски, они назывались «глухими ножками». Скамья со спинкой называлась «скамьёй перемётной» (или опромётной). Перемёт — спинка. Спинка — глухая (или решётчатая).
Скамьи по типу разделялись на малые — передаточные, и большие — спальные. На спальных скамьях спали или отдыхали после обеда. На одном конце спальной скамьи мог устраиваться взголовашек, подголовашек, приголовашек, который мог служить ларцом. Богатыми новгородскими купцами широко использовались подголовашки (подголовки), изготовленные в Холмогорах.
Скамьи, как и лавки, покрывались тканевыми полавочниками. Скамьи могли покрываться коврами, иногда золотными бархатами. Скамьи обивались красным сукном на подкладке из хлопчатобумажной ткани с бахромой и галунами. На скамью мог укладываться тюфяк.
Столец — маленькая скамья с квадратным (или круглым) сиденьем. Позднее столец стал называться «табуретом».

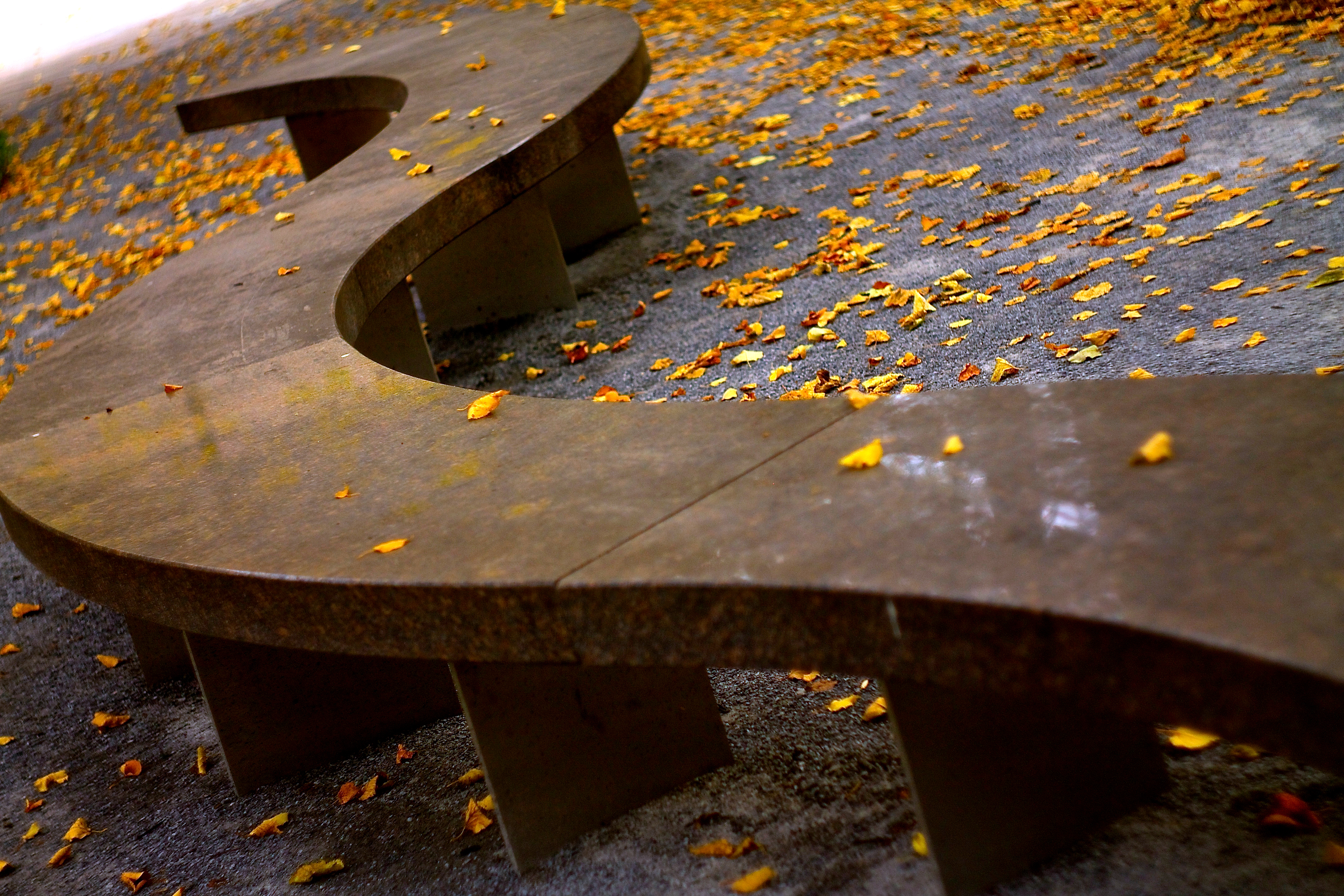
Фигурная скамья

## Садово-парковые и уличные скамейки

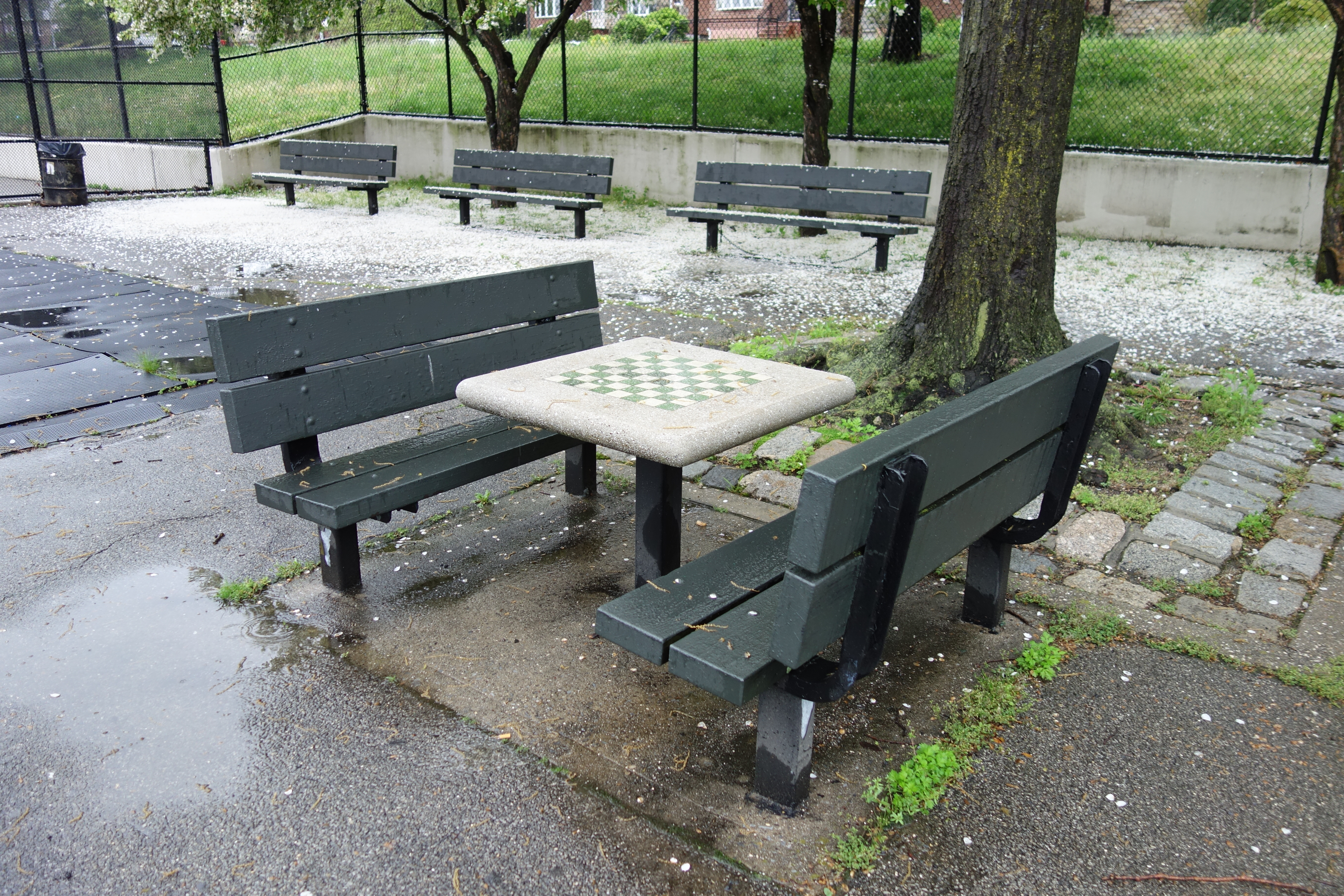
скамейки с шахматным столиком

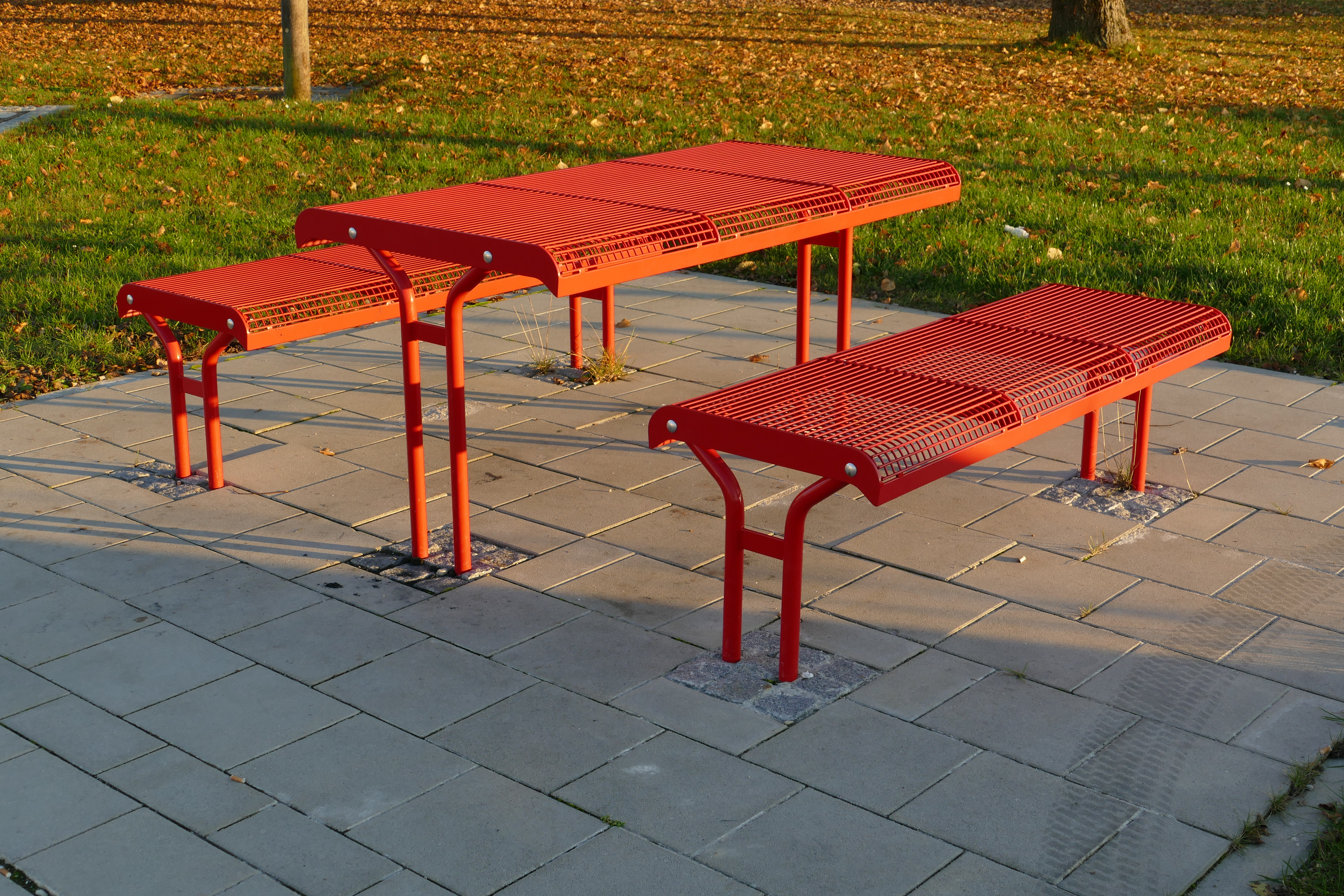
стол для пикника с лавками в парке (Германия)

Скамейки начали появляться в качестве декоративного элемента в садах в период Средневековья, первоначально в виде дерновых выступов у садовой ограды или стены. Сейчас такие скамьи могут быть городской достопримечательностью, например, «скамья примирения»; «музыкальная скамейка» или служить в целях наружной рекламы. В Европе и США для увековечения памяти умерших людей могут устанавливаться мемориальные скамьи с памятными надписями и рисунками.

## Скамейки с солнечными батареями

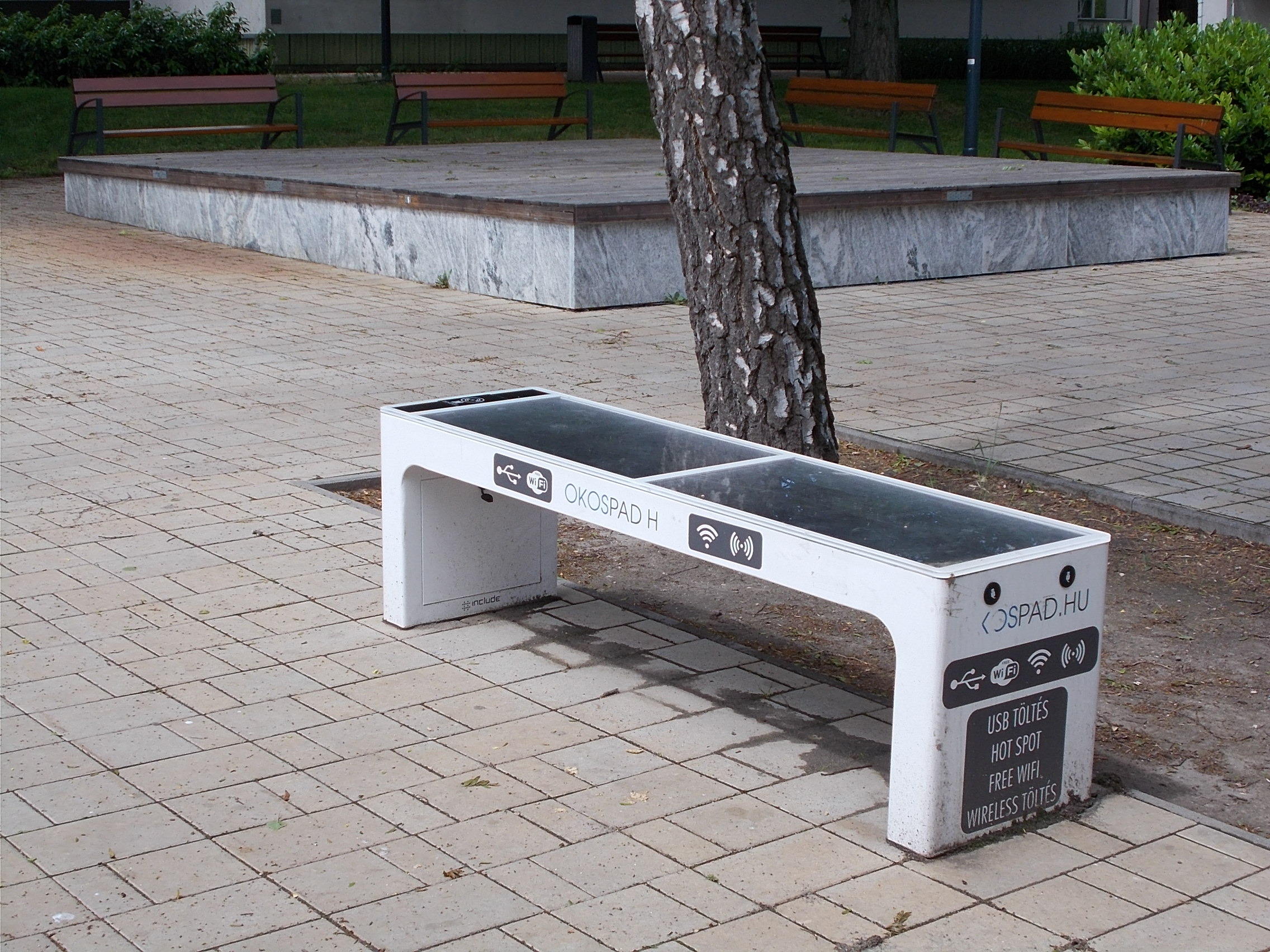
скамейка с солнечными батареями и Wi-Fi

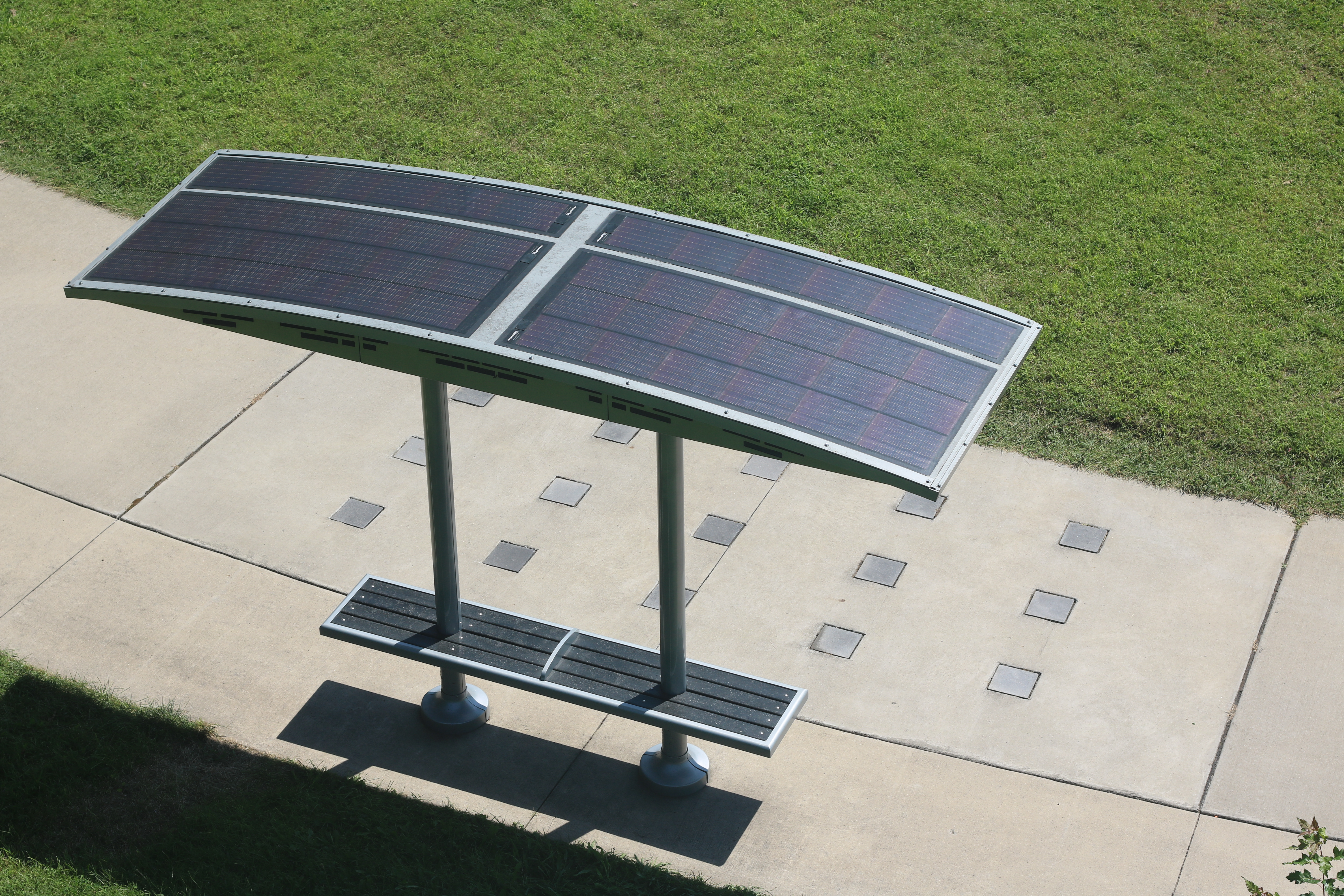
скамейка в парке в штате Айова с навесом из солнечных батарей

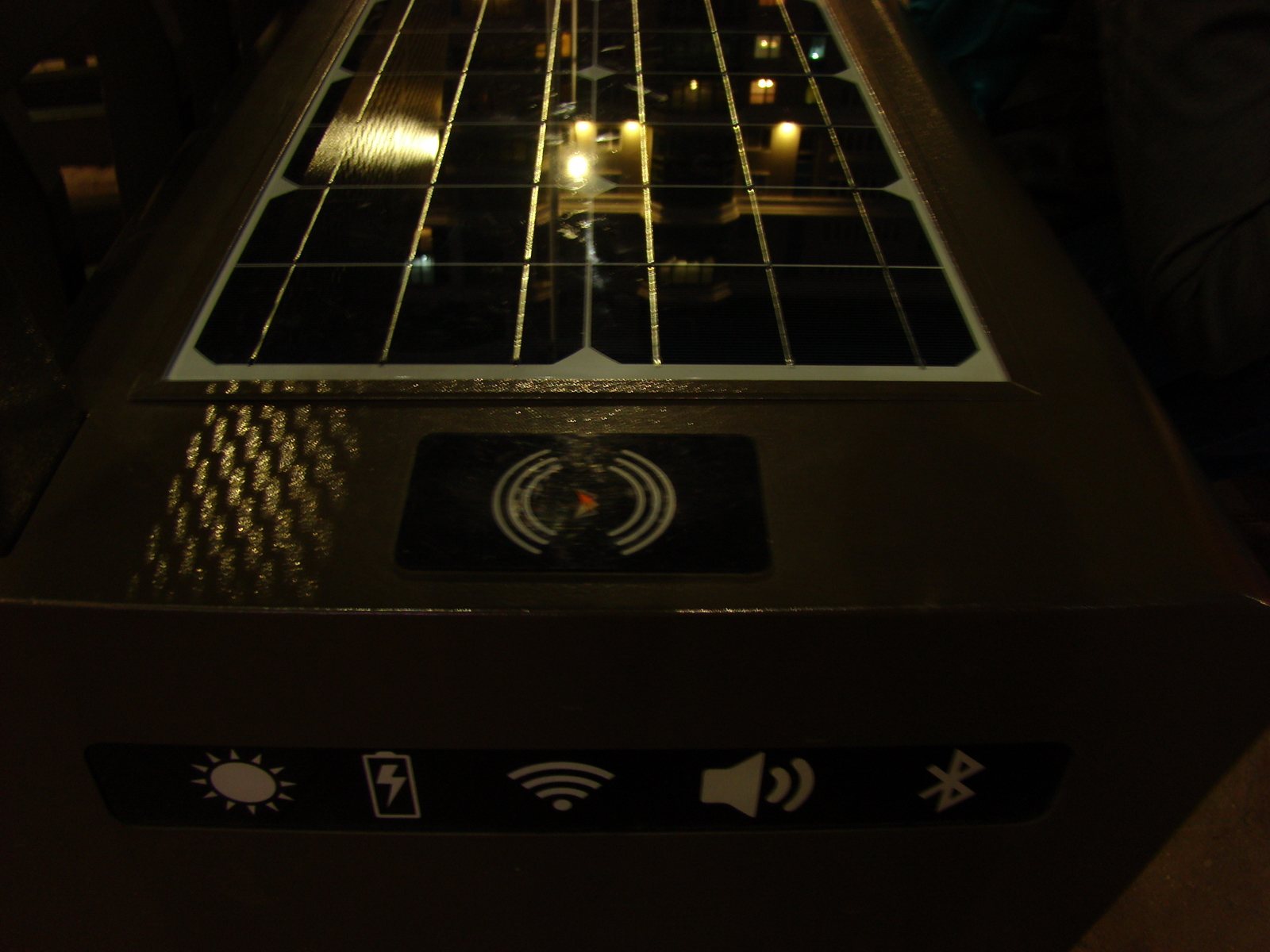
умная скамейка в Астане (Казахстан), оборудованная Wi-Fi и bluetooth; судя по значку, возможно, оборудована встроенным динамиком

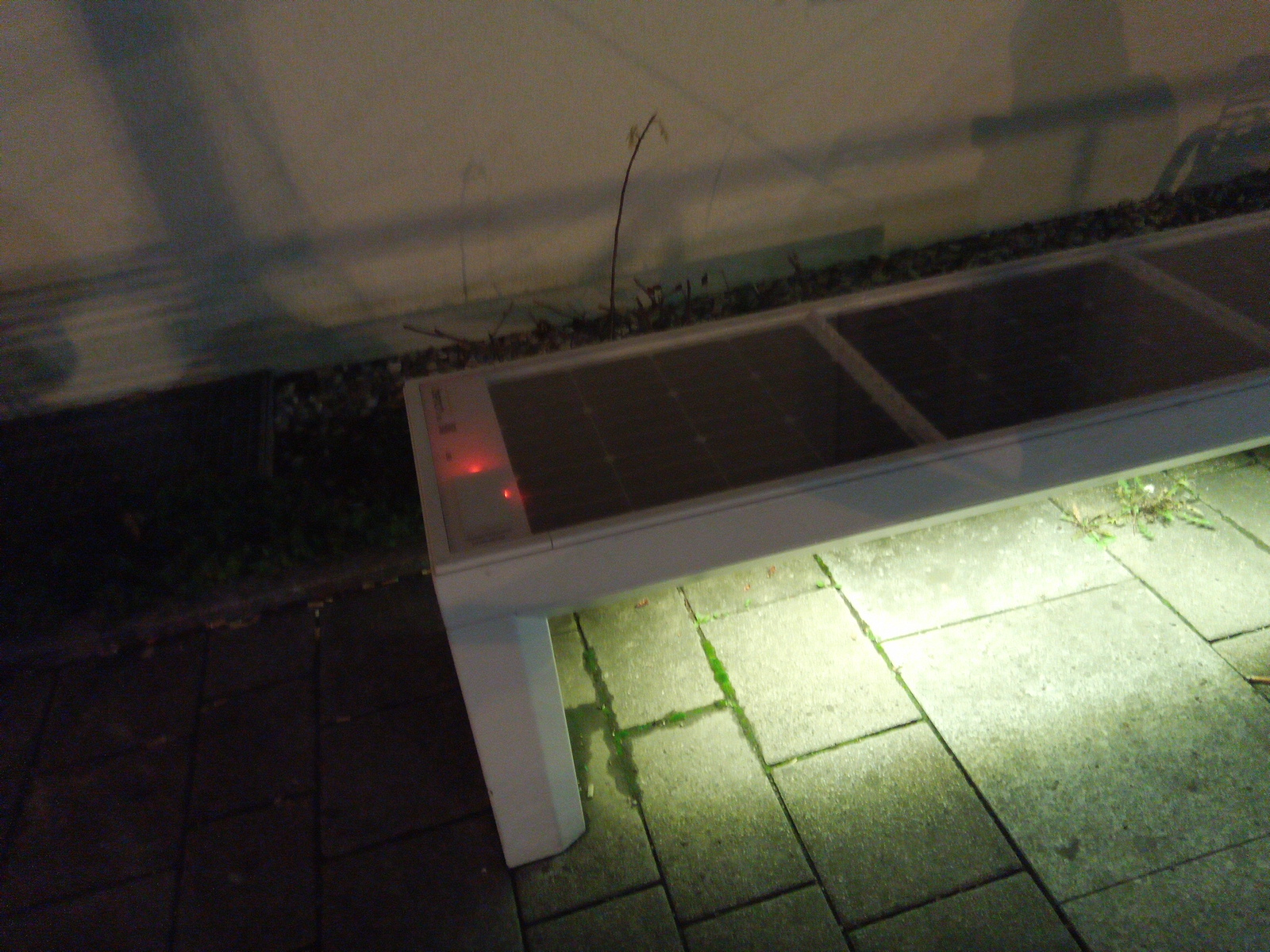
ночная подсветка скамейки

Для подзарядки телефонов и другой техники стали изготавливать и устанавливать[когда?]

 скамейки с солнечными батареями, для раздачи интернета скамейки оборудуют Wi-Fi, bluetooth, с разъёмами usb для зарядки, такие скамейки называют «смарт-скамейками» (или «умными скамейками»).

## Требования и надзор
В России скамейки, установленные в общественных местах, относятся к формам малой архитектуры. Правила благоустройства территорий муниципальных образований, к которым относятся установка и содержание малых архитектурных форм, утверждаются органами местного самоуправления. Cкамейки и оборудование детских площадок должны быть надёжно закреплены и окрашены влагостойкими красками и предохранены от загнивания.
Надзор за надлежащим содержанием и эксплуатацией малых архитектурных форм в иных местах общего пользования на основании принятых региональных законов «Об административных комиссиях субъекта» возложен на Административные комиссии муниципального образования. На Государственную жилищную инспекцию возложен надзор за малыми архитектурными формами, расположенными только на придомовых территориях.
В силу того, что постановление правительства РФ от 01.02.2006 года N 54 «О государственном строительном надзоре в Российской Федерации» не урегулировано и содержит требования государственного надзора только при строительстве и реконструкции, но не содержит прав осуществлять надзор за эксплуатируемыми объектами, Государственная строительная инспекция не осуществляет надзора за эксплуатируемыми строительными и архитектурными объектами.

## Другое
В суде «скамьей подсудимых» называют то место в зале суда, где сидит подсудимый.

## Галерея

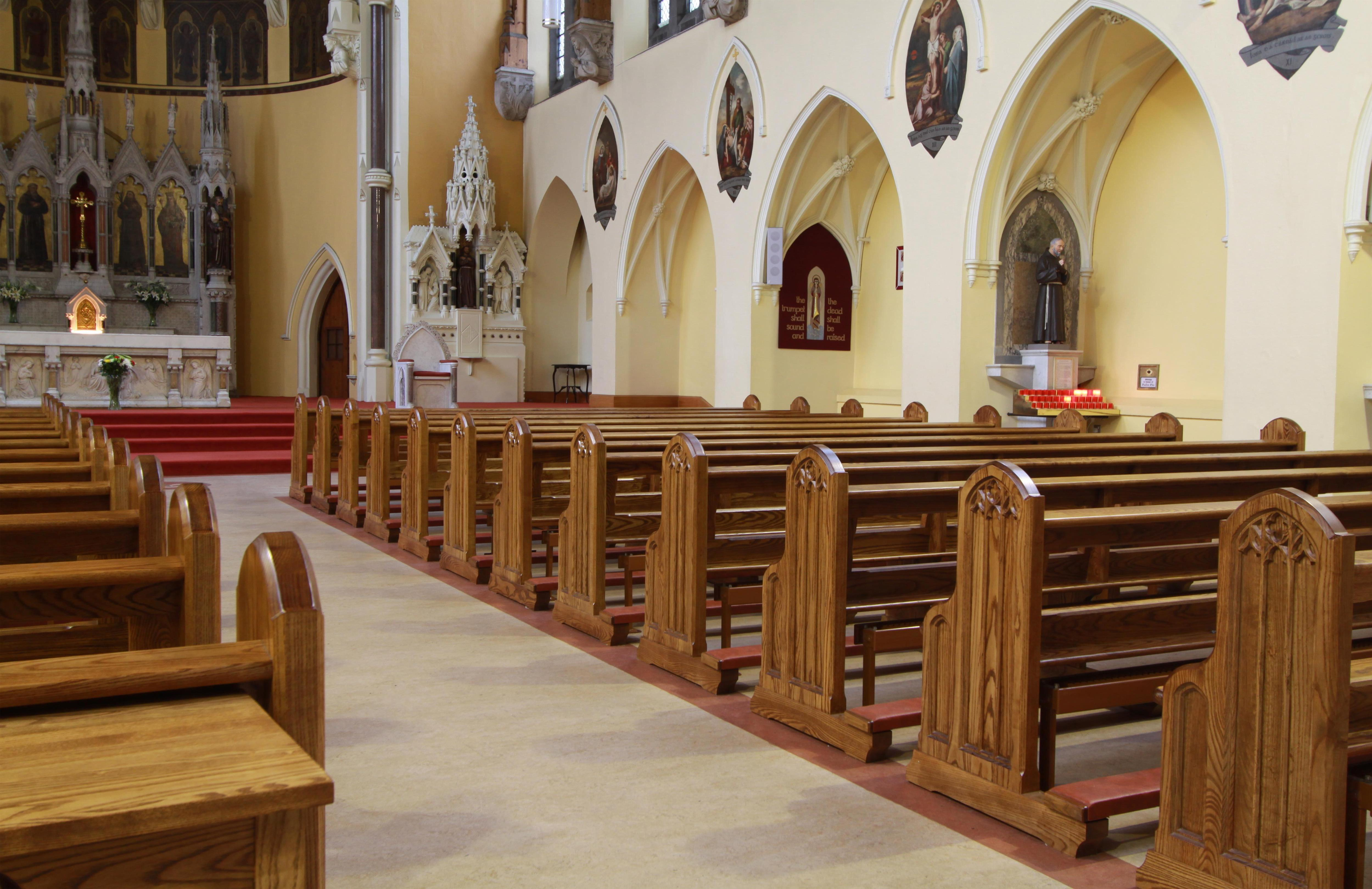
Церковные скамьи, устанавливаемые в католических церквях
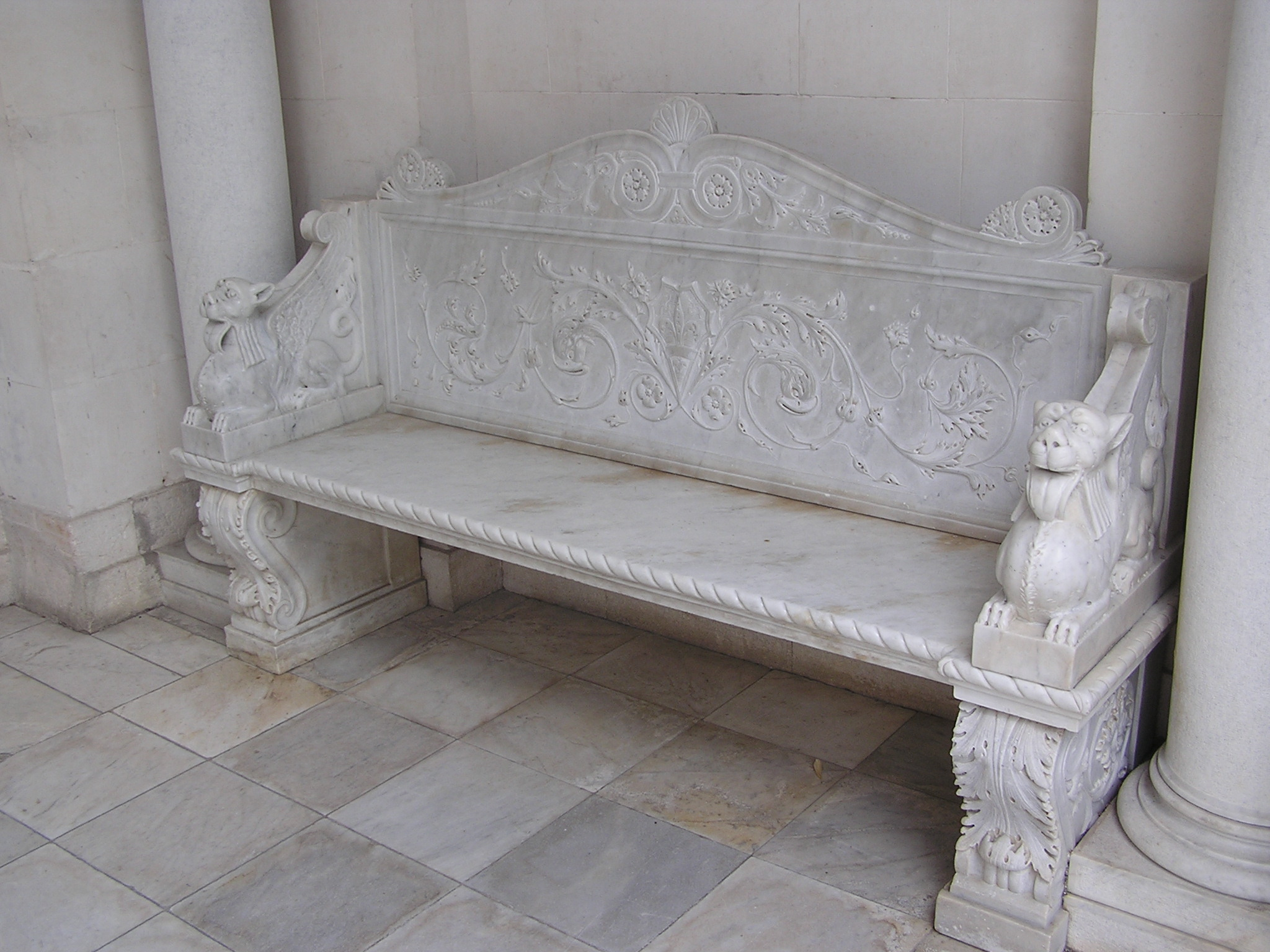
Каменная скамья в Ливадийском дворце, Крым
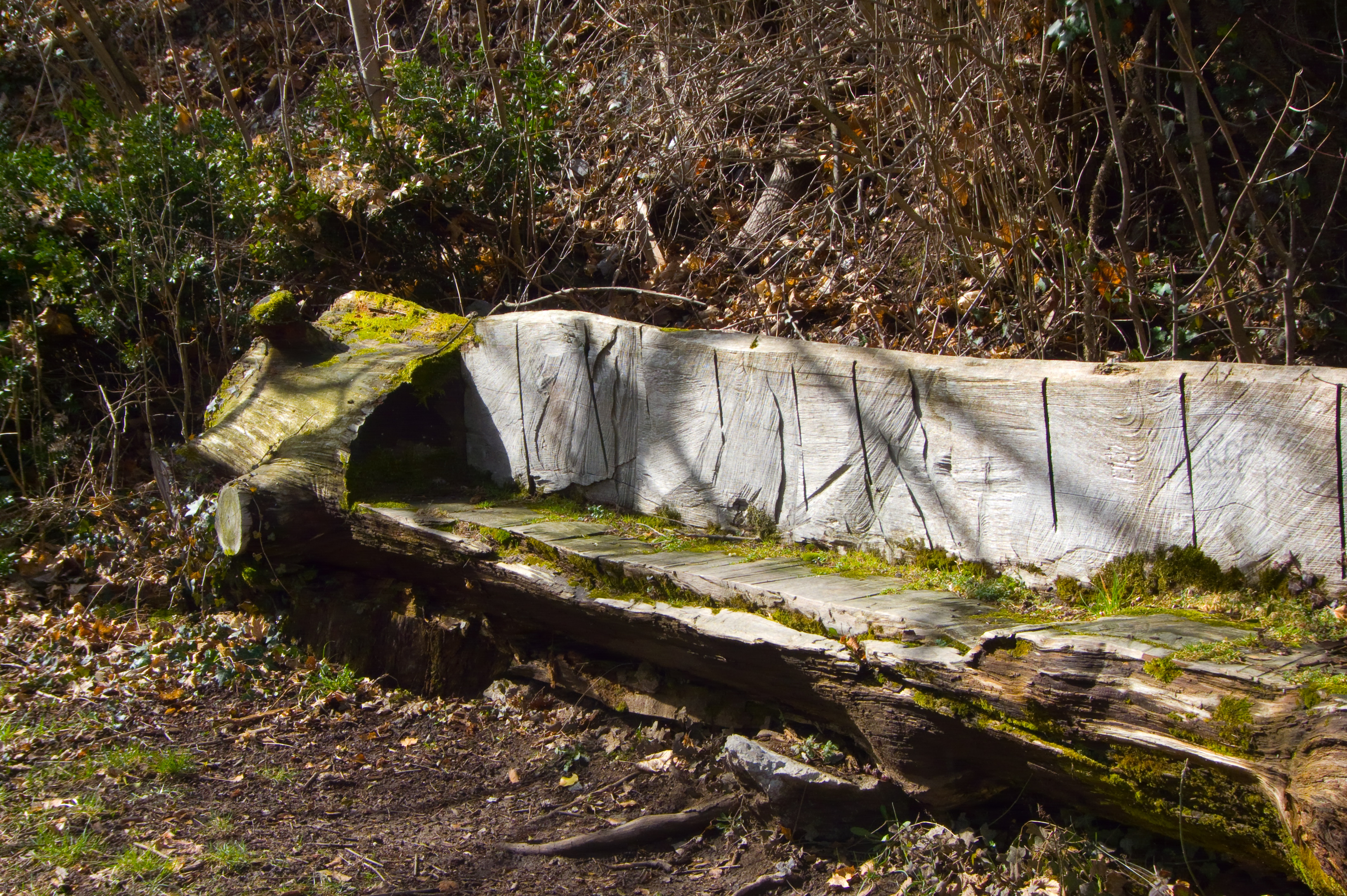
Скамья, изготовленная из ствола дерева
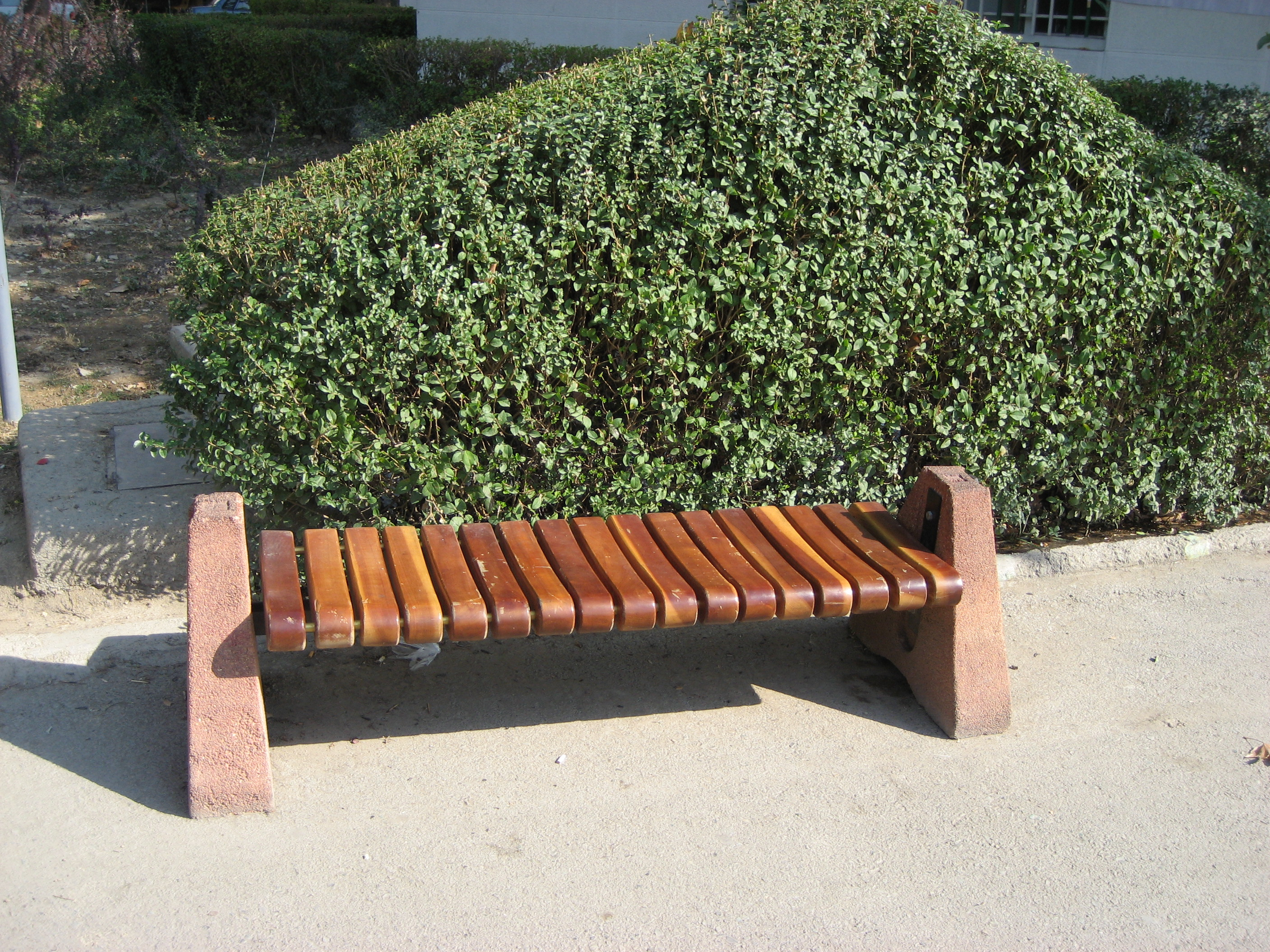
Скамья без спинки в Тегеране
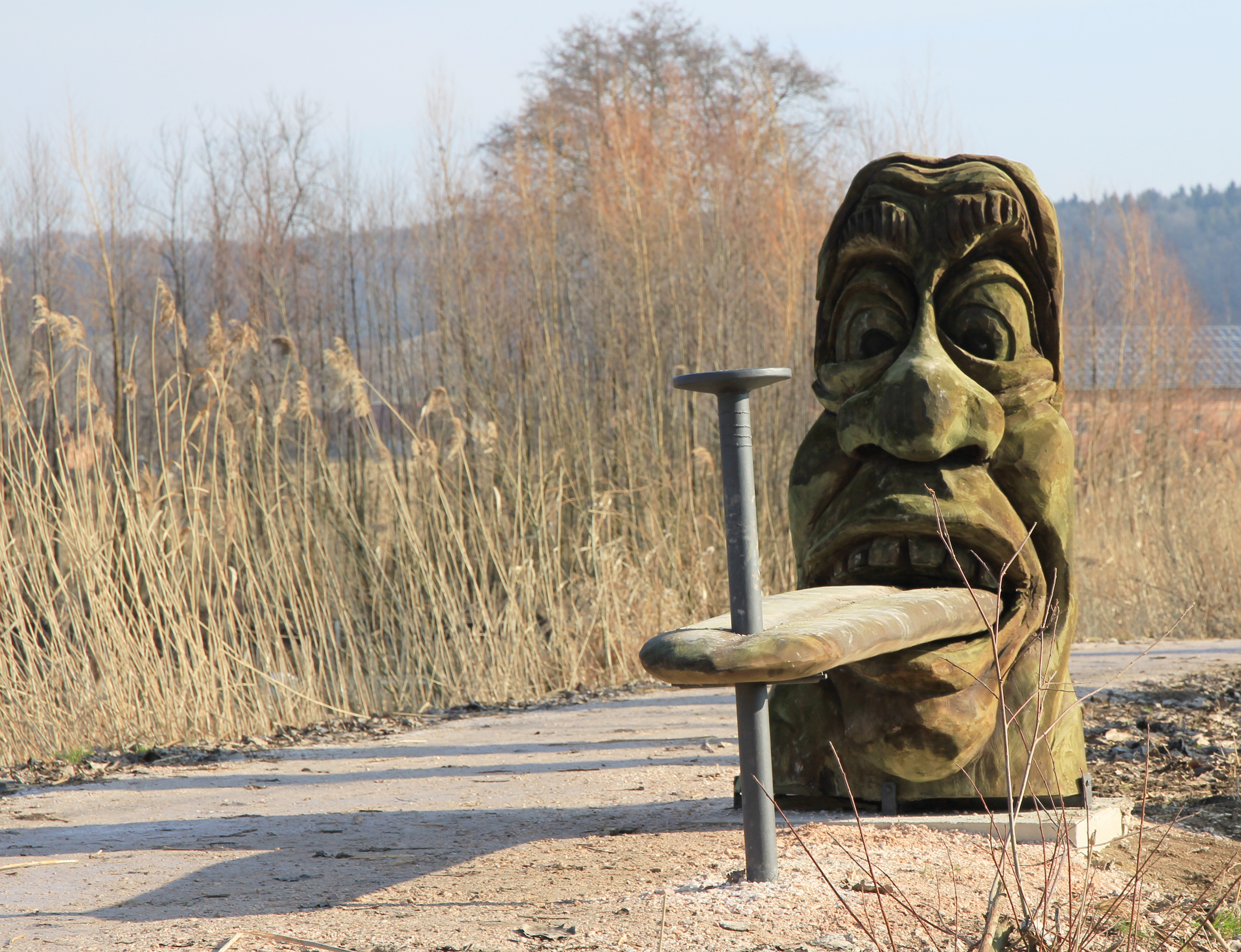
Необычная деревянная скамья в Лажне-Белоград (Чехия)
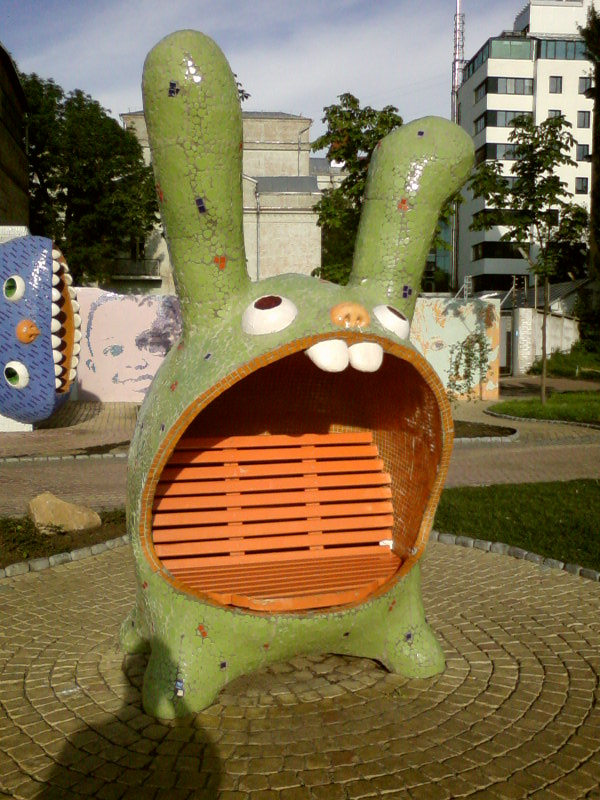
Анималистическая скамья на Пейзажной аллее (Киев)